# Giuseppe Missori (destroyer)
Pour les articles homonymes, voir Giuseppe Missori.
Le Giuseppe Missori (fanion « MS ») était un destroyer (puis, plus tard, un torpilleur) italien, de la classe Rosolino Pilo, lancé en 1915 pour la Marine royale italienne (en italien : Regia Marina).

## Conception et description
Ces navires avaient une longueur totale de 73 mètres, une largeur de 7,3 mètres et un tirant d'eau de 2,7 mètres. Ils déplaçaient 672 tonnes à charge normale, et 720  tonnes à pleine charge. Leur effectif était de 69 officiers, sous-officiers et marins.
Les Rosolino Pilo étaient propulsés par deux turbines à vapeur, chacune entraînant un arbre d'hélice et utilisant la vapeur fournie par quatre chaudières. La puissance nominale des turbines était de 16 000 chevaux-vapeur (11 700 kW) pour une vitesse de 30 nœuds (55 km/h) en service. Ils avaient une autonomie de 1 440 milles nautiques (2 660 km) à une vitesse de 13 nœuds (24 km/h). Ils transportaient 128 tonnes de naphte.
Leur batterie principale en 1918 était composée de 5 canons Schneider Modèle 1914 de 102/35 mm. La défense antiaérienne (AA) des navires de la classe Rosolino Pilo était assurée par 1 canon simple Vickers-Armstrong QF 2 lb de 40/39 mm. Ils étaient équipés de 4 tubes lance-torpilles de 450 millimètres dans deux supports doubles au milieu du navire.

## Construction et mise en service
Le Giuseppe Missori est construit par le chantier naval Cantiere navale di Sestri Ponente à Sestri Ponente en Italie, et mis sur cale le 19 janvier 1914. Il est lancé le 20 décembre 1915 et est achevé et mis en service le 7 mars 1916. Il est commissionné le même jour dans la Regia Marina.

## Histoire de service
Lancement de la construction avant la Première Guerre mondiale, le Giuseppe Missori entre en service en mars 1916.
Le 3 mai 1916, le Missori, sous le commandement du capitaine de corvette (capitano di corvetta) Ferrero, prend la mer avec les croiseurs éclaireurs Pepe et Rossarol et son navire-jumeau (sister ship) Nullo pour fournir un soutien à distance aux destroyers Zeffiro et Fuciliere, engagés dans la pose d'un champ de mines dans les eaux de Šibenik.. Au large de Punta Maestra, la formation italienne aperçoit quatre destroyers (classe Velebit) et six torpilleurs austro-hongrois (Kaiserliche und Königliche Kriegsmarine ou K.u.K. Kriegsmarine) et se dirige vers leur attaque. Alors que les navires ennemis se dirigent vers Pula, les navires italiens, qui les poursuivent, sont attaqués par trois hydravions, qu'ils peuvent repousser. À 15h50, cependant, comme un croiseur et deux torpilleurs ont également quitté Pula pour soutenir les navires austro-hongrois, l'escadron italien doit battre en retraite et s'éloigner.
Le 12 juin de la même année, le Nullo et le Missori fournissent un appui à un groupe de torpilleurs (destroyers Zeffiro, Fuciliere et Alpino, torpilleurs 30 PN et 46 PN) qui entreprennent ensuite le forçage du port de Poreč.
Les 1er et 2 novembre, le Nullo et le Missori, ainsi que les croiseurs éclaireurs Pepe et Poerio, sont désignés pour apporter un soutien éventuel au raid de vedettes-torpilleurs de la Flottille MAS (MAS pour "Motoscafi armati siluranti") dans le canal de Fasana
Le 19 octobre 1917, il quitte Brindisi avec les croiseurs éclaireurs Aquila et Sparviero, les croiseurs britanniques HMS Gloucester (1909) et HMS Newcastle (1909) et les destroyers français Commandant Rivière, Bisson, Commandant Bory et italiens Indomito et Missori pour rejoindre d'autres unités italiennes à la poursuite d'un groupe de navires austro-hongrois (éclaireur SMS Helgoland, destroyers SMS Lika, SMS Triglav, SMS Tátra, SMS Csepel, SMS Orjen et SMS Balaton) qui ont quitté Kotor pour attaquer des convois italiens. Le SMS Heligoland et le SMS Lika, n'ayant trouvé aucun convoi, naviguent en vue de Brindisi afin d'être poursuivis par les navires italiens et de les attirer dans la zone d'embuscade des sous-marins U 32 et U 40, mais après une longue poursuite qui a également vu quelques attaques aériennes sur les unités ennemies, tous les navires italiens rentrent au port sans dommage.
Dans la nuit du 1er au 2 juillet 1918, le Missori et les destroyers Sirtori, Stocco, Acerbi, Orsini, La Masa ed Audace fournissent un appui à distance à une formation (torpilleurs 64 PN, 65 PN, 66 PN, 40 PN et 48 OS, plus, en appui, le Climene et le Procione) qui bombardent les lignes austro-hongroises entre Cortellazzo et Caorle puis simulent un débarquement (torpilleurs 15 OS, 18 OS et 3 PN et pontons de débarquement factices en remorque) pour distraire les troupes ennemies. Le groupe de destroyers se heurte également aux destroyers austro-hongrois SMS Csikós et SMS Balaton ainsi qu'à deux torpilleurs. Après un bref échange de coups de feu, au cours duquel les navires ennemis, notamment le SMS Balaton, subissent quelques dommages, les unités italiennes peuvent poursuivre leur tâche, tandis que les unités autrichiennes se replient vers Pula.
Le 3 novembre 1918, le Missori quitte Venise avec les destroyers Audace, La Masa et Fabrizi (rejoints ensuite par les torpilleurs Climene et Procione, partis de Cortellazzo) et met le cap sur Trieste, où la formation arrive à 16h10, débarquant 200 carabiniers et le général Carlo Petitti di Roreto, qui, au milieu de la foule en liesse, proclame l'annexion de la ville à l'Italie,.
Le 5 novembre, le Missori et trois autres destroyers (La Masa, Pilo et Abba), ainsi que l'ancien cuirassé Saint Bon, entrent dans le port de Pula, après quoi les troupes embarquées dans les jours suivants procèdent à l'occupation de la ville.
Après 1918, le Missori subit des modifications qui voient le remplacement des canons de 76 mm par 5 canons de 102 mm et l'embarquement de 2 canons antiaériens de 40 mm; le déplacement à pleine charge est passé à 900 tonnes.
Le matin du 6 août 1928, le Missori appareille de Pula avec plusieurs autres unités pour un exercice qui implique également le croiseur léger Brindisi, le croiseur éclaireur léger Aquila et l'escorte de la Ve flottille de destroyers (dont le Missori fait partie), naviguant de Porec à Pula: l'exercice implique une attaque simulée de la formation par les sous-marins F 14 et F 15,. À 8h40 - avec un ciel clair, une mer agitée et un vent croissant - le destroyer Giuseppe Cesare Abba, qui précède le Missori, aperçoit le F 14 à tribord, au carrefour, et le signale aux autres unités; la détection au périscope révère toutefois que le sous-marin n'est qu'à quelques mètres,. À bord du Missori, qui suit le Abba à courte distance, l'équipage surveille principalement la zone probable d'attaque, à tribord, de sorte que le F 14 n'est aperçu que lorsqu'il se trouve à 180-160 mètres; les manœuvres du Missori (gouvernail à tribord et moteurs à fond) et celles du sous-marin (se rangeant à tribord), qui est presque immobile, presque en surface, ne servent à rien. Le destroyer percute le F 14 derrière l'écoutille arrière, le faisant couler rapidement à 7 milles nautiques (13 km) à l'ouest de San Giovanni in Pelago (Pula),. Malgré les tentatives de sauvetage, tout l'équipage du F 14, piégé dans le sous-marin en grande partie sec, périt avant d'avoir pu être secouru,,. L'étrave du Missori est endommagée lors de la collision, et il doit effectuer des réparations dans un bassin de carénage.
En 1929, le navire est déclassé en torpilleur.
En 1936-1938, le Missori participe à la guerre civile espagnole, menant des actions contre la contrebande d'armes en faveur des troupes républicaines espagnoles dans le canal de Sicile.
Lorsque l'Italie entre dans la Seconde Guerre mondiale, le Missori fait partie du VIe escadron de torpilleurs (Pilo, Stocco, Sirtori).
Pendant la guerre, il est principalement affecté à des tâches d'escorte, opérant sur les routes libyennes, dans le sud de la mer Tyrrhénienne, dans la mer Adriatique et dans les eaux au large de la Sicile.
Les 27-28 juin 1940, le Missori et le Pilo transportent des fournitures et 52 soldats de Tarente à Tripoli.
Du 8 au 10 février 1941, avec le destroyer Turbine et les torpilleurs Orsa et Cantore, le Missori escorte le premier convoi de troupes de l'Afrika Korps (navires à vapeur Ankara, Alicante, Arcturus), qui doit s'arrêter temporairement à Palerme pour ne pas rencontrer la Force H britannique. Les navires sont également attaqués par des avions le 14, alors qu'ils reviennent de Libye, mais ils ne subissent aucun dommage.
Le 11 février à 8h30, le Missori quitte Tripoli pour escorter, avec le croiseur auxiliaire Deffenu, les vapeurs Bainsizza, Sabaudia, Motia et Utilitas vers Palerme et Naples. Après deux attaques infructueuses du sous-marin britannique HMS Truant (N68) (la première à la position géographique de 33° 36′ N, 12° 53′ E, la seconde à la position géographique de 33° 46′ N, 12° 57′ E), le convoi retourne au port libyen; il repart à 23h30 le même jour, arrivant en Italie sans problèmes.
Le 10 avril, il appareille de Palerme pour escorter vers Tripoli, avec les torpilleurs Montanari et Perseo, les vapeurs Bosforo et Ogaden et les pétroliers Persiano et Superga. Le convoi subit deux attaques de sous-marins: la première, infructueuse, le 11, par le sous-marin britannique HMS Upholder (P37), au large du Cap Bon; la seconde, le lendemain, par le sous-marin britannique HMS Tetrarch (N77), se solde par le naufrage du Persiano à la position géographique de 33° 29′ N, 14° 01′ E. Une formation composée des destroyers HMS Jervis (F00), HMS Janus (F53), HMS Nubian (F36) et HMS Mohawk (F31) quitte également Malte pour intercepter le convoi, mais les deux formations ne se sont pas rencontrées.
Dans les jours qui suivent le 16 avril, il participe aux opérations de sauvetage du convoi naufragé "Tarigo", détruit par une formation de destroyers britanniques (Bataille des îles Kerkennah).
Le 3 juin 1941, il fait partie de l'escorte du convoi "Aquitania" . Il est formé par les navires marchands Aquitania, Caffaro, Nirvo, Montello, Beatrice Costa et le pétrolier Pozarica, en route Naples-Tripoli avec l'escorte, en plus du Missori, des destroyers Dardo, Aviere, Geniere et Camicia Nera. Le 4 juin, alors que les navires se trouvent à une vingtaine de milles nautiques (37 km) des îles Kerkennah, ils sont attaqués par des avions qui touchent le Montello, qui explose sans laisser de survivants, et le Beatrice Costa qui, irrémédiablement endommagé, doit être abandonné et coulé par le Camicia Nera,.
À la proclamation de l'armistice du 8 septembre 1943 (Armistice de Cassibile), le Missori se trouve à Durrës où il est capturé par les allemands le 10 septembre 1943, après avoir canonné les positions allemandes avec le Pilo et le vapeur Marco,.
Incorporée dans la Kriegsmarine, comme Torpedoboote Ausland sous le nom de TA 22, l'unité effectue une première mission d'escorte - entre le 25 et le 26 septembre, à un convoi composé des vapeurs Italia et Argentina et avec le Pilo et le croiseur auxiliaire Arborea, toujours avec un équipage italien, mais sous surveillance allemande (pendant cette mission l'équipage du Pilo réussit à maîtriser les allemands et à emmener le navire en Italie),.
Le 6 octobre 1943, l'équipage italien réussit à saboter le torpilleur, qui peut cependant être réparé par les allemands.
Le 25 juin 1944, le navire est gravement endommagé par des avions britanniques alors qu'il se trouve au sud-est de Trieste, mais il peut tout de même être remorqué vers le port de la Vénétie julienne,. Les dégâts étant presque irréparables, le torpilleur est désarmé le 11 août 1944 et privé de tout ce qui peut être réutilisé.
Le 3 mai 1945, le TA 22 se saborde de lui-même dans la vallée de Muggia,.
L'épave est récupérée en 1949 et démolie.

## Sources
- (it) Cet article est partiellement ou en totalité issu de l’article de Wikipédia en italien intitulé « Giuseppe Missori (cacciatorpediniere) » (voir la liste des auteurs).